# Kupa na Bălgarija 1988-1989
La Coppa di Bulgaria 1988-1989 è stata la 7ª edizione di questo trofeo, e la 49ª in generale di una coppa nazionale bulgara di calcio, iniziata il 7 settembre 1988 e terminata il 24 maggio 1989.  Il CSKA Sofia ha vinto il trofeo per la quattordicesima volta.

## Primo turno
In questa fase si sfidano 32 squadre divise in 8 gruppi ad eliminazione diretta. Passano alla fase seguente le 3 squadre migliori di ogni girone.

### Gruppo 1
| Squadra          |
| ---------------- |
| Botev Vraca      |
| Bdin             |
| Akademic Svištov |
| Jantra Gabrovo   |

| Squadra 1           | Totale | Squadra 2        | Andata | Ritorno |
| ------------------- | ------ | ---------------- | ------ | ------- |
| 7/14 settembre 1988 |        |                  |        |         |
| Botev Vraca         | 7 – 2  | Jantra Gabrovo   | 5 - 0  | 2 - 2   |
| Bdin                | 3 – 2  | Akademic Svištov | 3 - 0  | 0 - 2   |
| 6/27 ottobre 1988   |        |                  |        |         |
| Bdin                | 0 – 4  | Botev Vraca      | 0 - 1  | 0 - 3   |
| Jantra Gabrovo      | 2 – 5  | Akademic Svištov | 1 - 2  | 1 - 3   |

### Gruppo 2
| Squadra          |
| ---------------- |
| Minjor Pernik    |
| Lokomotiv Sofia  |
| Vihren Sandanski |
| Spartak Plovdiv  |

| Squadra 1           | Totale | Squadra 2       | Andata | Ritorno |
| ------------------- | ------ | --------------- | ------ | ------- |
| 7/14 settembre 1988 |        |                 |        |         |
| Spartak Plovdiv     | 4 – 6  | Lokomotiv Sofia | 2 - 0  | 2 - 6   |
| Vihren Sandanski    | 2 – 3  | Minjor Pernik   | 2 - 1  | 0 - 2   |
| 6/27 ottobre 1988   |        |                 |        |         |
| Lokomotiv Sofia     | 1 – 3  | Minjor Pernik   | 1 - 1  | 0 - 2   |
| Vihren Sandanski    | 6 – 1  | Spartak Plovdiv | 4 - 1  | 2 - 0   |

### Gruppo 3
| Squadra           |
| ----------------- |
| Hebăr Pazardžik   |
| Pirin Blagoevgrad |
| Lokomotiv Plovdiv |
| Akademik Sofia    |

| Squadra 1           | Totale | Squadra 2         | Andata | Ritorno |
| ------------------- | ------ | ----------------- | ------ | ------- |
| 7/14 settembre 1988 |        |                   |        |         |
| Hebăr Pazardžik     | 2 – 0  | Lokomotiv Plovdiv | 2 - 0  | 0 - 0   |
| Akademik Sofia      | 2 – 4  | Pirin Blagoevgrad | 1 - 3  | 1 - 1   |
| 6/27 ottobre 1988   |        |                   |        |         |
| Hebăr Pazardžik     | 2 – 1  | Pirin Blagoevgrad | 1 - 0  | 1 - 1   |
| Akademik Sofia      | 0 – 4  | Lokomotiv Plovdiv | 0 - 0  | 0 - 4   |

### Gruppo 4
| Squadra        |
| -------------- |
| FK Etăr        |
| Spartak Pleven |
| Liteks Loveč   |
| Pavlikeni      |

| Squadra 1           | Totale | Squadra 2      | Andata | Ritorno |
| ------------------- | ------ | -------------- | ------ | ------- |
| 7/14 settembre 1988 |        |                |        |         |
| Liteks Loveč        | 0 – 5  | Spartak Pleven | 0 - 2  | 0 - 3   |
| Pavlikeni           | 2 – 6  | FK Etăr        | 1 - 2  | 1 - 4   |
| 6/27 ottobre 1988   |        |                |        |         |
| Spartak Pleven      | 5 – 6  | FK Etăr        | 2 - 2  | 3 - 4   |
| Pavlikeni           | 2 – 3  | Liteks Loveč   | 1 - 0  | 1 - 3   |

### Gruppo 5
| Squadra          |
| ---------------- |
| Ludogorec        |
| Šumen            |
| Dunav Ruse       |
| Černo More Varna |

| Squadra 1           | Totale | Squadra 2        | Andata | Ritorno |
| ------------------- | ------ | ---------------- | ------ | ------- |
| 7/14 settembre 1988 |        |                  |        |         |
| Šumen               | 3 – 2  | Dunav Ruse       | 2 - 0  | 1 - 2   |
| Ludogorec           | 6 – 2  | Černo More Varna | 5 - 0  | 1 - 2   |
| 6/27 ottobre 1988   |        |                  |        |         |
| Šumen               | 4 – 5  | Ludogorec        | 2 - 2  | 2 - 3   |
| Černo More Varna    | 2 – 5  | Dunav Ruse       | 1 - 2  | 1 - 3   |

### Gruppo 6
| Squadra        |
| -------------- |
| Spartak Varna  |
| Lokomotiv GO   |
| Lokomotiv Ruse |
| Dobrudža       |

| Squadra 1           | Totale | Squadra 2      | Andata | Ritorno |
| ------------------- | ------ | -------------- | ------ | ------- |
| 7/14 settembre 1988 |        |                |        |         |
| Spartak Varna       | 4 – 2  | Dobrudža       | 4 - 1  | 0 - 1   |
| Lokomotiv GO        | 6 – 3  | Lokomotiv Ruse | 4 - 3  | 2 - 0   |
| 6/27 ottobre 1988   |        |                |        |         |
| Spartak Varna       | 5 – 3  | Lokomotiv GO   | 1 - 1  | 4 - 2   |
| Lokomotiv Ruse      | 3 – 2  | Dobrudža       | 3 - 1  | 0 - 1   |

### Gruppo 7
| Squadra                |
| ---------------------- |
| Tundzha Yambol         |
| Sliven                 |
| Lokomotiv Stara Zagora |
| Marek Dupnica          |

| Squadra 1              | Totale      | Squadra 2              | Andata | Ritorno |
| ---------------------- | ----------- | ---------------------- | ------ | ------- |
| 7/14 settembre 1988    |             |                        |        |         |
| Lokomotiv Stara Zagora | 6 – 6 (gfc) | Sliven                 | 6 - 1  | 0 - 5   |
| Marek Dupnica          | 4 – 5       | Tundzha Yambol         | 3 - 1  | 1 - 4   |
| 6/27 ottobre 1988      |             |                        |        |         |
| Sliven                 | 2 – 3       | Tundzha Yambol         | 1 - 1  | 1 - 2   |
| Marek Dupnica          | 2 – 4       | Lokomotiv Stara Zagora | 2 - 2  | 0 - 2   |

### Gruppo 8
| Squadra              |
| -------------------- |
| FK Černomorec Burgas |
| Beroe                |
| Haskovo              |
| Arda Kărdžali        |

| Squadra 1            | Totale | Squadra 2            | Andata | Ritorno     |
| -------------------- | ------ | -------------------- | ------ | ----------- |
| 7/14 settembre 1988  |        |                      |        |             |
| Haskovo              | 3 – 5  | FK Černomorec Burgas | 2 - 1  | 1 - 4 (dts) |
| Arda Kărdžali        | 2 – 6  | Beroe                | 2 - 2  | 0 - 4       |
| 6/27 ottobre 1988    |        |                      |        |             |
| FK Černomorec Burgas | 6 – 4  | Beroe                | 3 - 3  | 3 - 1       |
| Arda Kărdžali        | 2 – 4  | Haskovo              | 1 - 1  | 1 - 3       |

## Secondo turno
| Squadra 1              | Totale | Squadra 2            | Andata | Ritorno |
| ---------------------- | ------ | -------------------- | ------ | ------- |
| 16/23 novembre 1988    |        |                      |        |         |
| Vihren Sandanski       | 0 – 5  | Lokomotiv Sofia      | 0 - 2  | 0 - 3   |
| Pirin Blagoevgrad      | 3 – 2  | Bdin                 | 2 - 2  | 1 - 0   |
| Lokomotiv Stara Zagora | 3 – 5  | Botev Vraca          | 3 - 1  | 0 - 4   |
| Minjor Pernik          | 0 – 1  | Hebăr Pazardžik      | 0 - 0  | 0 - 1   |
| Lokomotiv Plovdiv      | 3 – 9  | Sliven               | 2 - 3  | 1 - 6   |
| FK Etăr                | 7 – 2  | Spartak Pleven       | 4 - 1  | 3 - 1   |
| Akademic Svištov       | 4 – 3  | Tundzha Yambol       | 2 - 0  | 2 - 3   |
| Haskovo                | 4 – 5  | Beroe                | 3 - 1  | 1 - 4   |
| Liteks Loveč           | 5 – 3  | Ludogorec            | 4 - 1  | 1 - 2   |
| Lokomotiv GO           | 2 – 1  | Lokomotiv Ruse       | 1 - 0  | 1 - 1   |
| Spartak Varna          | 3 – 4  | FK Černomorec Burgas | 2 - 1  | 1 - 3   |
| Dunav Ruse             | 2 – 1  | Šumen                | 1 - 0  | 1 - 1   |

## Terzo turno
A questo turno partecipano anche il CSKA Sofia, lo Slavia Sofia, il Levski Sofia e il Botev Plovdiv, esentati nei turni precedenti grazie alla loro partecipazione alle Coppe Europee.
| Squadra 1            | Risultato      | Squadra 2       |
| -------------------- | -------------- | --------------- |
| 10 dicembre 1988     |                |                 |
| Hebăr Pazardžik      | 2 – 0          | Lokomotiv GO    |
| Liteks Loveč         | 0 – 2          | CSKA Sofia      |
| Botev Plovdiv        | 1 – 0          | Lokomotiv Sofia |
| Levski Sofia         | 3 – 1          | FK Etăr         |
| Botev Vraca          | 1 – 0 (dts)    | Beroe           |
| Akademic Svištov     | 0 – 1          | Slavia Sofia    |
| FK Černomorec Burgas | 1 – 0          | Sliven          |
| Pirin Blagoevgrad    | 1 - 1(4-5 dtr) | Dunav Ruse      |

## Quarti di finale
| Squadra 1            | Risultato   | Squadra 2    |
| -------------------- | ----------- | ------------ |
| 16 dicembre 1988     |             |              |
| Dunav Ruse           | 0 – 1       | CSKA Sofia   |
| Hebăr Pazardžik      | 1 – 5       | Levski Sofia |
| FK Černomorec Burgas | 2 - 1       | Botev Vraca  |
| 14 febbraio 1989     |             |              |
| Botev Plovdiv        | 1 – 0 (dts) | Slavia Sofia |

## Semifinali
| Squadra 1            | Risultato | Squadra 2     |
| -------------------- | --------- | ------------- |
| 18 febbraio 1989     |           |               |
| FK Černomorec Burgas | 1 – 0     | Levski Sofia  |
| CSKA Sofia           | 6 – 0     | Botev Plovdiv |

## Finale 3/4 posto
| Squadra 1     | Risultato | Squadra 2    |
| ------------- | --------- | ------------ |
| Botev Plovdiv | 3 – 5     | Levski Sofia |

## Finale
| Arbitro: | Stefan Chakarov |

|                                       |           |  |
| Kostadinov 44’ Stoičkov 50’ Tanev 59’ | Marcatori |  |